# (3624) Миронов
(3624) Миронов (лат. Mironov) — типичный астероид главного пояса, открыт 14 октября 1982 года советскими астрономами Людмилой Журавлёвой и Людмилой Карачкиной в Крымской астрофизической обсерватории и 31 мая 1988 года назван в честь советского актёра Андрея Миронова.

## Обнаружение и именование
(3624) Миронов
Открыт 14 октября 1982 года в Научном Л. В. Журавлёвой и Л. Г. Карачкиной.
Назван в память о советском актёре и режиссёре Андрее Александровиче Миронове (1941—1987).
Оригинальный текст (англ.)3624 Mironov
Discovered at Nauchnyj on 1982-10-14 by L. V. Zhuravleva and L. G. Karachkina.
Named in memory of Soviet actor and producer Andrej Aleksandrovich Mironov (1941—1987).
Источники: DISCOVERY.DB; M.P.C. 13176.

## Орбита

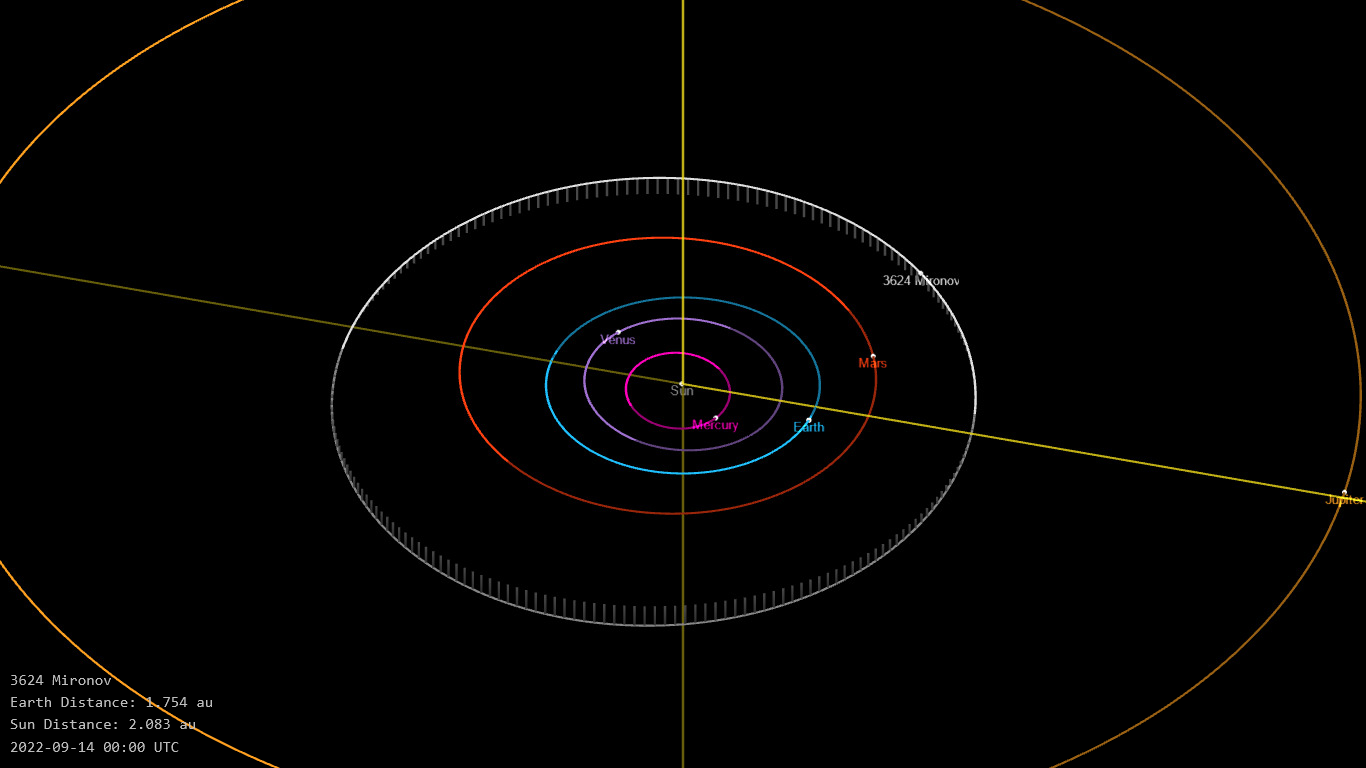
Орбита астероида Миронов и его положение в Солнечной системе

## Физические характеристики
Из наблюдений телескопа VISTA следует, что астероид относится к таксономическому классу U, а из наблюдений системы Asteroid Terrestrial-impact Last Alert System — к классу C.
По результатам наблюдений в видимом и ближнем инфракрасном диапазоне космического телескопа NEOWISE диаметр астероида сначала оценивался равным 7,26±2,17 км, позже — 7,21±1,75 км, 7,262±2,166 км, 8,292±1,823 км, 7,11±1,65 км и 8,33±2,55 км, 7,69±2,21 км и 7,94±2,53 км. Согласно тем же источникам альбедо оценивается как 0,09±0,07, 0,06±0,03, 0,092±0,067, 0,0382±0,0187, 0,088±0,105 и 0,035±0,030, 0,069±0,045 и 0,065±0,066.